# Alpaida linhares
Espèce
Alpaida linhares est une espèce d'araignées aranéomorphes de la famille des Araneidae.

## Distribution
Cette espèce est endémique d'Espírito Santo au Brésil,. Elle se rencontre vers Linhares.

## Description
La femelle holotype mesure 4,2 mm.

## Systématique et taxinomie
Cette espèce a été décrite par Baptista, Castanheira et Wermelinger-Moreira en 2025.

## Étymologie
Son nom d'espèce lui a été donné en référence au lieu de sa découverte, Linhares.

## Publication originale
- Baptista, Castanheira, Schinelli, Oliveira, Wermelinger-Moreira, Assuncao-Oliveira & Prado, 2025 : « Ten new species of the orb-weaving spider genus Alpaida O. Pickard-Cambridge, 1889 (Araneae: Araneidae) from southeast Brazil. » Arachnology, vol. 20, no 1, p. 80-89.